# Yaguine Koita et Fodé Tounkara
Pour les articles homonymes, voir Koïta (homonymie) et Tounkara.
Yaguine Koïta (né le 25 septembre 1984) et Fodé Tounkara (né le 6 avril 1985) furent le 29 juillet 1999 les passagers clandestins du vol 520 Sabena Airlines en provenance de Conakry (Guinée) et à destination de Bruxelles (Belgique). Leurs corps morts de froid furent découverts le 2 août dans le train d'atterrissage arrière droit de l'appareil à l'aéroport international de Bruxelles. Dans leurs affaires, les garçons transportaient dans des sacs plastique leurs certificats de naissance, leurs cartes de scolarité, des photos et une lettre. Cette lettre fut largement publiée dans les medias du monde entier.
Plusieurs "Cercles Yaguine et Fode" ont été créés depuis à travers le monde, autour de la mémoire de ces deux enfants. Ainsi le Fonds Message de Yaguine et Fodé, de Bruxelles, avec un collectif d'associations, organise depuis 2006 un moment de recueillement pour la date du 2 août dans le hall des arrivées de l'aéroport de Bruxelles. En 2015, il distribuera en ville des roses blanches et le message pour qu'on s'en souvienne et qu'on réponde à la demande de ces deux enfants.

## Film
Le film Un matin bonne heure de Gahité Fofana (2005) raconte l'histoire de Yaguine et Fodé.
Le film Il sole dentro de Paolo Bianchini (2012) raconte également l'histoire de ces deux enfants.